# Argyroneta aquatica
Argyroneta aquatica je jedina vrsta pauka za koju se zna da gotovo u potpunosti živi pod vodom. Jedini je pripadnik roda Argyroneta. Kad izađe iz vode, boja pauka varira od srednje do tamno smeđe, iako mu dlake na trbuhu daju tamnosiv izgled poput baršuna. Porijeklom je iz slatkovodnih staništa u Europi i Aziji.

## Jedinstvenost ponašanja u vodi
A. aquatica jedina je poznata vrsta pauka koja gotovo cijeli život provodi pod vodom, uključujući odmor, hvatanje i jedenje plijena, parenje, polaganje jaja i prezimljavanje. Samo nakratko izranja na površinu kako bi obnovio zalihe kisika, a povremeno iznosi plijen na površinu.
Postoji nekoliko drugih pauka koji su poluvodeni, povremeno žive pod vodom ili voljni roniti. Na primjer, određene vrste iz roda Desis provode plimu u zrakom ispunjenom podvodnom skloništu napravljenom od svile i traže hranu na kopnu u međuplimnoj zoni tijekom oseke. Neki pauci koji žive u povremeno poplavljenim staništima mogu preživjeti dulje vrijeme pod vodom ulaskom u stanje nalik komi, do 16-36 sati kod Arctosa fulvolineata. Brojne vrste, uključujući neke Ancylometes, Dolomedes, Megadolomedes, Pardosa, Pirata, Thalassius i druge, žive iznad vode na površini, ali mogu aktivno uroniti dulje vrijeme, jaki su plivači i uhvatit će podvodni plijen. Nekoliko njih, kao i nekoliko drugih, mogu zaroniti u vodu kako bi izbjegli veće grabežljivce.

## Rasprostranjenost i stanište
A. aquatica nalazi se u čistim slatkovodnim staništima s vodenom vegetacijom, kao što su jezera, bare, kanali, močvare i sporo tekući potoci. Rasprostranjen je kroz veći dio kopnene Europe (nema podataka iz Portugala, Grčke i Albanije), Britanskih otoka i središnje do sjeverne Azije, sve do Irana i sjeverno do Sibira, do geografske širine 62°N. Veći dio areala nastanjen je nominalnom podvrstom, ali Japan ima svoju podvrstu, vrlo sličnu A. a. japonica.

## Ekologija
Kao i drugi pauci, udiše zrak; kada je uronjen u vodu, gustim slojem hidrofobnih dlačica na svom trbuhu i nogama zarobi mjehurić zraka, što njegovom trbuhu daje srebrnast izgled. Pauk živi oko dvije godine u zatočeništvu.
Pauk A. aquatica može ostati uronjen dulje vrijeme zbog strukture na bazi svile koju konstruira kako bi zadržao zalihu kisika, a ime je dobio po strukturi ronilačkog zvona kojoj nalikuje. Vrste variraju u veličini, iako veličina ženki može biti ograničena jer one ulažu više energije u izgradnju i održavanje svojih većih zvona. Mužjaci su aktivniji i u prosjeku gotovo 30% veći od ženki, veličine 10–15 mm u duljini glave i tijela u usporedbi s 8–12 mm kod ženki. Ova razlika u veličini koja daje prednost mužjacima neuobičajena je za pauke, gdje spolni dimorfizam obično ide u korist većih ženki. Teorije sugeriraju da mužjakov aktivniji stil lova zahtijeva veću snagu za svladavanje otpora vode i suzbijanje uzgona njihovih pokretnih zaliha zraka. Ova veća veličina tijela također je povezana s dužim prednjim nogama, za koje se pokazalo da utječu na sposobnost ronjenja i daju mužjacima superiornost u ronjenju u odnosu na sesilnije ženke.
Pauci love vodene insekte i rakove kao što su ličinke komaraca i Daphnia. Sami pauci su plijen žabama i ribama.

## Ronilačko zvono
Izgled ronilačkog zvona zaslužan je za ime roda Argyroneta, od grčkog "argyros" (ἄργυρος), što znači "srebro", i "neta", neologizma (možda za *νητής) izvedenog iz glagola "neo" ( νέω) "spin", što bi trebalo značiti "predioc srebra". Oba spola grade mreže ronilačkih zvona koja služe za probavljanje plijena, iako se samo veće zvono ženke koristi za parenje i podizanje potomstva. Ženke provode većinu svog vremena unutar svojih zvona, izliječući brzo iz zvona kako bi uhvatile životinje koje dotaknu zvono ili svilene niti koje ga učvršćuju. Povremeno izranjaju kako bi obnovile zrak unutar mreže. Zvona koja grade mužjaci obično su manja od ženki i rjeđe se obnavljaju. Smatra se da prije parenja mužjak konstruira ronilačko zvono uz ženkino, zatim probija tunel iz svog zvona, probijajući se u njezin kako bi ušao. Parenje se odvija u zvonu ženke. Ženka pauka zatim napravi vrećicu za jaja unutar svog zvona, polažući između 30 i 70 jaja. Manje je jasno gdje se ova vrsta mitari, a neki izvori navode da se to događa ispod vode u ronilačkom zvonu, a drugi da se to događa izvan vode.
Ronilačka zvona su nepravilno izgrađeni listovi svile i nepoznatog hidrogela na bazi proteina koje pauk plete između potopljenih vodenih biljaka i zatim napuhuje zrakom koji je spustio s površine. Istraživanja su razmatrala difuziju plina između ronilačkog zvona i vodenog okoliša pauka. Svila je vodootporna, ali dopušta izmjenu plina s okolnom vodom. Postoji neto difuzija kisika u zvono i neto difuzija ugljičnog dioksida van. Ovaj proces pokreću razlike u parcijalnom tlaku. Paukovo otpuštanje ugljičnog dioksida i korištenje kisika održava koncentracijski gradijent potreban za difuziju. Međutim, postoji čista difuzija dušika iz zvona, što rezultira postupnim smanjivanjem mjehurića zraka koji pauk mora redovito obnavljati.
Veći pauci mogu proizvoditi veće mjehuriće koji imaju posljedično veću provodljivost kisika, ali svi pauci ove vrste mogu povećati svoja zvona kao odgovor na povećane zahtjeve za kisikom u okolišima s niskim vodenim P(O2). Ovi pauci toleriraju unutarnje uvjete niske razine kisika, povećavajući svoja zvona zrakom kada P(O2) padne ispod 1 kPa; ovaj proces nadopunjavanja se možda neće morati dogoditi po nekoliko dana, u nekim slučajevima. Ovaj sustav se naziva "vodena plućima mjehurića zraka vodenog pauka", iako vodenim plućima nedostaje izmjena plinova s okolinom; ovaj sustav se ispravnije smatra anorganskim oblikom škrge.

## Ugriz
Njihov se ugriz često opisuje kao vrlo bolan za ljude i kao uzrok lokalne upale, povraćanja i blage groznice koja nestaje nakon 5-10 dana. Međutim, nedostaju čvrsti dokazi, s informacijama koje se temelje na starim i neprovjerenim izvješćima jer nedostaju novija potvrđena i objavljena izvješća, što navodi neke izvore da njegov ugriz nazivaju navodno bolnim.

## Vanjske poveznice
- Water spider pictures on Arkive.org
- Water Spider. Inačica izvorne stranice arhivirana 7. svibnja 2010. Pristupljeno 25. siječnja 2014.
- Diving bell spiders use bubble webs 'like gills'